# فريدرش الأول ملك فورتمبيرغ
فريدريك الأول من فورتمبيرغ (بالألمانية: Friedrich I. von Württemberg)‏ (و. 1754 – 1816 م) هو سياسي من ألمانيا . وكان عضواً في الجمعية الملكية .
توفي في شتوتغارت، عن عمر يناهز 62 عاماً.

## مناصب
تولى منصب أمير ناخب، وملك .

## جوائز
حصل على جوائز منها:
- زميل في الجمعية الملكية.